# 190-й штурмовой авиационный полк
190-й штурмово́й авиацио́нный Двинский полк — авиационная воинская часть ВВС РККА штурмовой авиации в Великой Отечественной войне.

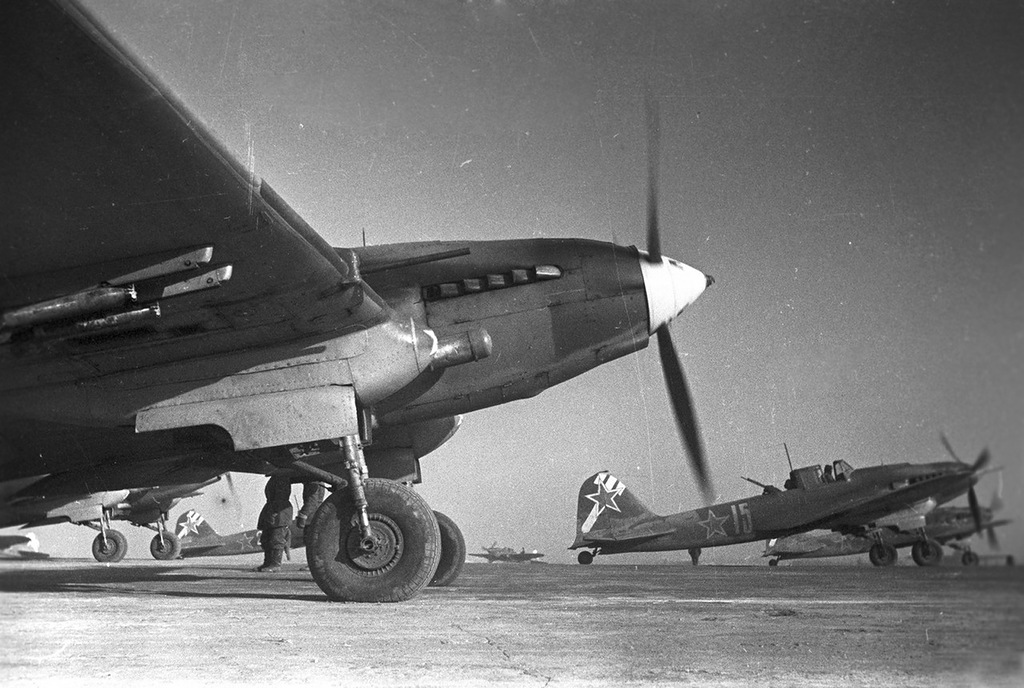
Самолёты-штурмовики Ил-2 вылетают на боевое задание под Сталинградом. Январь 1943 г.

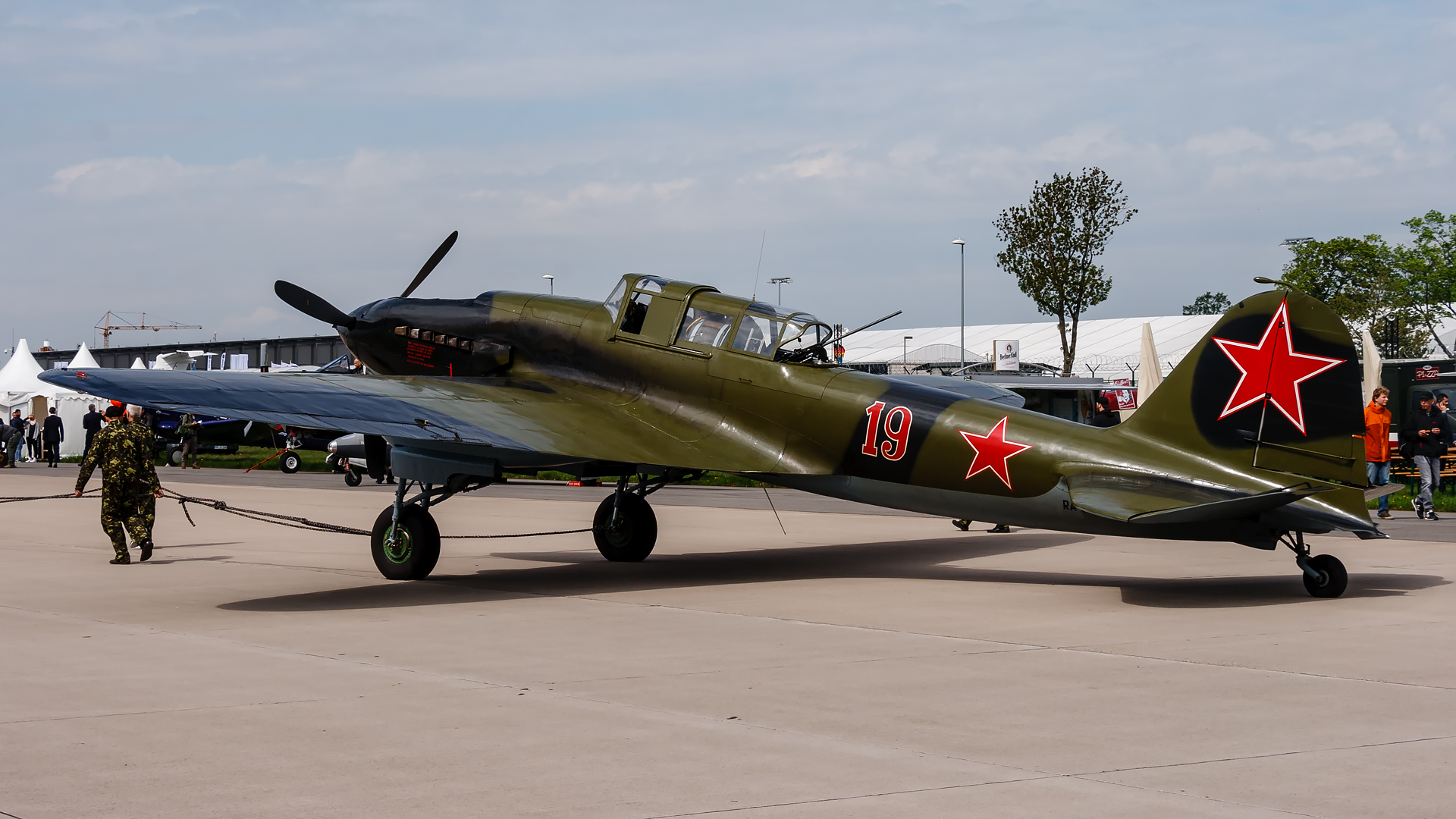
Конструкторы называли разработанный ими штурмовик Ил-2 «летающим танком», пилоты-истребители люфтваффе прозвали его «бетонным самолётом» (нем. Betonflugzeug), солдаты вермахта называли его «чумой» (нем. Schwarzer Tod, дословно: «чёрная смерть»).

## Наименование полка
За время своего существования полк не менял своего наименования:
- 190-й штурмовой авиационный полк[1][2];
- 214-й штурмовой авиационный Двинский полк[1][2].

## История и боевой путь полка
Полк сформирован 14 апреля 1941 года на аэродроме Щучин приказом НКО № 0792 от 27.03.1941 года из личного состава, прибывшего из строевых частей и школ. Входил в состав 11-й смешанной авиадивизии. К началу войны находился в стадии формирования, к боевым действиям готов не был. На второй день войны убыл в Воронеж для окончательного формирования и обучения.
До 22 июля 1941 года полк находился в Воронеже на доукомплектовании до 3-х эскадрильного состава. 22 июля полк перебазировался на аэродром Гжатск и поступил в распоряжение штаба ВВС резервной армии Западного фронта. Полку придана одна эскадрилья на МиГ-3, одна эскадрилья на Пе-2 и одна эскадрилья на ЛаГГ-3. С 23 июля полк начал боевые действия по уничтожению танков и мотомеханизированных частей противника в районах Ельни, Духовщины, Ярцево. С 27 сентября по 28 декабря полк действовал в 2-х эскадрильном составе на западном участке фронта в районе Курска, Орла, Мценска, Ефремово, Ливны, Горлово, Тулы в составе 61-й и 11-й смешанных авиадивизий.
С 28 декабря 1941 года полк вновь на доукомплектовании в 1-й запасной авиабригаде Приволжского военного округа в Куйбышеве. С 1 апреля по 30 августа 1942 года полк воюют на Брянском и Воронежском фронтах в составе 7-й ударной авиагруппы в районах Курска, Орла, Ливны, Щигры, Ельца, Ефремова. За период с 28 июля по 320 августа полк выполнил 730 боевых вылетов, уничтожил 352 танка, 43 бронемашины, 1786 автомашин, 25 автоцистерн, 158 полевых зенитных точек, 36 самолётов. 30 августа полк вновь убыл доукомплектование в 1-ю запасную авиабригаду Приволжского военного округа в Куйбышев.
После доукомплектования 4 ноября 1942 года полк вошел в состав 214-й штурмовой авиадивизии и перелетел на аэродром Вишневка в составе 32-х самолётов Ил-2. Боевые действия на Сталинградском фронте полк начал 24 ноября. Совместно с наземными войсками выполнял задачи по окружению и затем по уничтожению окруженной группировки западнее Сталинграда, уничтжению транспортной авиации на земле и в воздухе. За период с 24 ноября 1942 года по 17 апреля 1943 года полк выполнил 571 боевой вылет, уничтожил 111 танков, 58 самолётов, 783 автомашины, 34 полевых орудия, 35 зенитных орудий.
17 апреля полк перебазировался на аэродром Усть-Лабинская на Северо-Кавказский фронт составом 24 самолётов. В составе дивизии (в составе 2-го смешанного авиакорпуса) находился в оперативном подчинении 4-й воздушной армии Северо-Кавказского фронта, принимал участие в освобождении Кубани, в Новороссийско-Таманской наступательной операции, в прорыве «Голубой линии» противника и освобождении Таманского полуострова. С 1 ноября 1943 года полк вместе с дивизией, находясь в оперативном подчинении ВВС Черноморского флота, выполнял задачи по обеспечению удержания и расширения плацдарма на Керченском полуострове, содействию высадки десанта в районе Эльтигена (Керченско-Эльтигенская десантная операция). Весной 1944 года в ходе Крымской наступательной операции принимал участие в освобождении Керчи и участвовал в освобождении территории Крыма. В мае поддерживал наступавшие советские войска при прорыве внешнего обвода Севастопольской обороны и освобождении города.
С июля 1944 года вместе с дивизией входил в состав 15-й воздушной армии 2-го Прибалтийского фронта. Участвовал в наступлении на идрицком направлении и в разгроме идрицко-себежской группировки противника. В августе участвовал в Режицко-Двинской наступательной операции, освобождении городов Режица, Двинск и Рига. Участвовал в ликвидации Курляндской группировки.
В составе действующей армии полк находился с 22 по 26 июня, 22 июля по 28 августа, со 2 октября по 31 декабря 1941 года, с 1 апреля 29 августа, с 5 ноября 1942 года по 23 мая 1944 года, с 3 июля 1944 года по 9 мая 1945 года.
В послевоенное время полк с дивизией входил в состав 15-й воздушной армии Прибалтийского военного округа. В связи с сокращением Вооруженных сил после войны 214-я штурмовая авиационная Керченская дивизия и входивший в её состав 190-й штурмовой авиационный полк в июле 1946 года были расформированы в составе 15-й воздушной армии Прибалтийского военного округа на аэродроме Лиелварде.

## Командиры полка
- полковник Зотов Валентин Трофимович, погиб, 14.04.1941 — 27.09.1941
- подполковник Григорьев Серафим Иванович, 27.09.1941 — 10.01.1943
- майор Бахтин Иван Павлович, 10.01.1943 — 1946

## В составе соединений и объединений
| Дата            | Фронт (округ)                                | Армия                | Корпус                           | Дивизия                             | Примечания |
| --------------- | -------------------------------------------- | -------------------- | -------------------------------- | ----------------------------------- | ---------- |
| 14.04.1941 г.   | Белорусский особый военный округ             | ВВС округа           |                                  | 11-я смешанная авиационная дивизия  |            |
| 22.06.1941 г.   | Западный фронт                               | ВВС фронта           | ВВС 3-й армии                    | 11-я смешанная авиационная дивизия  |            |
| 26.06.1941 г.   | Орловский военный округ                      | ВВС округа           | 1-я запасная авиационная бригада |                                     |            |
| 22.07.1941 г.   | Западный фронт                               | ВВС фронта           | ВВС Резервной армии              |                                     |            |
| 27.09.1941 г.   | Брянский фронт                               | ВВС фронта           |                                  | 61-я авиационная дивизия            |            |
| 27.10.1941 г.   | Брянский фронт                               | ВВС фронта           |                                  | 11-я смешанная авиационная дивизия  |            |
| 20.12.1941 г.   | Приволжский военный округ                    | ВВС округа           | 1-я запасная авиационная бригада | запасной авиационный полк           |            |
| 01.04.1942 г.   | Брянский фронт                               | Ставка ВГК           | 7-я ударная авиационная группа   |                                     |            |
| 18.05.1942 г.   | Брянский фронт                               | 2-я воздушная армия  |                                  | 225-я штурмовая авиационная дивизия |            |
| 07.07.1942 г.   | Брянский фронт                               | 2-я воздушная армия  |                                  | 227-я штурмовая авиационная дивизия |            |
| 09.07.1942 г.   | Воронежский фронт                            | 2-я воздушная армия  |                                  | 227-я штурмовая авиационная дивизия |            |
| 30.08.1942 г.   | Приволжский военный округ                    | ВВС округа           | 1-я запасная авиационная бригада | запасной авиационный полк           |            |
| 03.11.1942 года | Резерв Ставки ВГК                            |                      | 2-й смешанный авиационный корпус | 214-я штурмовая авиационная дивизия |            |
| 20.11.1942 г.   | Южный фронт                                  | 8-я воздушная армия  | 2-й смешанный авиационный корпус | 214-я штурмовая авиационная дивизия |            |
| 17.04.1943 г.   | Северо-Кавказский фронт                      | 5-я воздушная армия  | 2-й смешанный авиационный корпус | 214-я штурмовая авиационная дивизия |            |
| 24.04.1943 г.   | Северо-Кавказский фронт                      | 4-я воздушная армия  | 2-й смешанный авиационный корпус | 214-я штурмовая авиационная дивизия |            |
| 01.07.1943 г.   | Степной фронт                                | 5-я воздушная армия  | 2-й смешанный авиационный корпус | 214-я штурмовая авиационная дивизия |            |
| 18.07.1943 г.   | Воронежский фронт                            | 5-я воздушная армия  | 2-й смешанный авиационный корпус | 214-я штурмовая авиационная дивизия |            |
| 21.07.1943 г.   | Северо-Кавказский фронт                      | 4-я воздушная армия  | -                                | 214-я штурмовая авиационная дивизия |            |
| 01.01.1944 г.   | Приморская армия                             | 4-я воздушная армия  | -                                | 214-я штурмовая авиационная дивизия |            |
| 01.05.1944 г.   | 4-й Украинский фронт                         | 8-я воздушная армия  | -                                | -                                   |            |
| 16.05.1944 г.   | Резерв ВГК                                   | 8-я воздушная армия  | -                                | 214-я штурмовая авиационная дивизия |            |
| 28.05.1944 г.   | Резерв ВГК                                   | 8-я воздушная армия  | 1-й смешанный авиационный корпус | 214-я штурмовая авиационная дивизия |            |
| 01.06.1944 г.   | Приморская армия                             | ВВС Приморской армии | 1-й смешанный авиационный корпус | 214-я штурмовая авиационная дивизия |            |
| 04.07.1944 г.   | 2-й Прибалтийский фронт                      | 15-я воздушная армия | -                                | -                                   |            |
| 01.04.1945 г.   | Ленинградский фронт Курляндская группа войск | 15-я воздушная армия | -                                | 214-я штурмовая авиационная дивизия |            |
| 09.05.1945 г.   | Ленинградский фронт Курляндская группа войск | 15-я воздушная армия | -                                | 214-я штурмовая авиационная дивизия |            |
| 09.07.1945 г.   | Прибалтийский военный округ                  | 15-я воздушная армия | -                                | 214-я штурмовая авиационная дивизия |            |
| 01.03.1946 г.   | Прибалтийский военный округ                  | 15-я воздушная армия | -                                | 214-я штурмовая авиационная дивизия |            |

## Участие в операциях и битвах
- Орловско-Брянская операция — с 30 сентября 1941 года по 23 октября 1941 года.
- Тульская оборонительная операция — с 24 октября 1941 года по 16 декабря 1941 года.
- Любанская наступательная операция — с 1 апреля 1942 года по 30 апреля 1942 года.

- Барвенково-Лозовская операция — с 18 января по 23 марта 1942 года.
- Сталинградская битва — с 6 июля по 19 августа 1942 года, с 24 ноября по 27 января 1943 года.
- Котельниковская наступательная операция — с 12 декабря 1942 года по 24 декабря 1942 года.
- Ростовская операция — с 1 января 1943 года по 18 февраля 1943 года.
- Ворошиловградская операция — с 29 января 1943 года по 18 февраля 1943 года.
- Воздушное сражение на Кубани — с 17 апреля 1943 года по 7 июня 1943 года.
- Новороссийско-Таманская стратегическая наступательная операция — с 10 сентября 1943 года по 9 октября 1943 года.
- Керченско-Эльтигенская десантная операция — с 31 октября 1943 года по 11 декабря 1943 года.
- Крымская операция — с 8 апреля 1944 года по 12 мая 1944 года.
- Режицко-Двинская операция — с июля 1944 года по август 1944 года.
- Рижская операция — с 14 сентября 1944 года по 22 октября 1944 года.
- Блокада и ликвидация Курляндской группировки — с 16 октября 1944 года по 9 мая 1945 года.
- Курляндская наступательная операция — с 3 февраля 1945 года по 30 марта 1945 года.

## Почётные наименования
- 190-му штурмовому авиационному полку pа отличие в боях при овладении городами Даугавпилс (Двинск) и Резекне (Режица) — важными железнодорожными узлами и мощными опорными пунктами обороны немцев на рижском направлении Приказом НКО от 9 августа 1944 года на основании Приказа ВГК № 153 от 27 июля 1944 года присвоено почётное наименование «Двинский»[7].

## Благодарности Верховного Главнокомандующего
Воинам полка в составе 214-й штурмовой авиадивизии объявлены благодарности Верховного Главнокомандующего:
- За отличие в боях при овладении штурмом крепостью и важнейшей военно-морской базой на Чёрном море городом Севастополь[8].
- За отличие в боях при овладении городом и крупным железнодорожным узлом Идрица — важным опорным пунктом обороны немцев и занятии свыше 1000 других населенных пунктов, среди которых: Кудеверь, Духново, Юховичи, Россоны, Клястицы[9].
- За отличие в боях при овладении городами Даугавпилс (Двинск) и Резекне (Режица) — важными железнодорожными узлами и мощными опорными пунктами обороны немцев на рижском направлении[7].

## Отличившиеся воины дивизии
- Абазовский Константин Антонович, лейтенант, командир звена 190-го штурмового авиационного полка 214-й штурмовой авиационной дивизии 15-й воздушной армии Указом Президиума Верховного Совета СССР от 26 октября 1944 года удостоен звания Герой Советского Союза. Золотая Звезда не вручена в связи с гибелью.
- Бахтин Иван Павлович, подполковник, командир 190-го штурмового авиационного полка 214-й штурмовой авиационной дивизии 15-й воздушной армии Указом Президиума Верховного Совета СССР от 18 августа 1945 года удостоен звания Герой Советского Союза. Золотая Звезда № 8593.
- Воробьёв Иван Григорьевич, капитан, заместитель командира эскадрильи 190-го штурмового авиационного полка 214-й штурмовой авиационной дивизии 15-й воздушной армии Указом Президиума Верховного Совета СССР от 26 октября 1944 года удостоен звания Герой Советского Союза. Золотая Звезда № 4515.
- Воронов Виктор Фёдорович, майор, штурман 190-го штурмового авиационного полка 214-й штурмовой авиационной дивизии 4-й воздушной армии Указом Президиума Верховного Совета СССР от 24 августа 1943 года удостоен звания Герой Советского Союза. Золотая Звезда № 1010.
- Гринько Иван Устинович, капитан, заместитель командира эскадрильи 190-го штурмового авиационного полка 214-й штурмовой авиационной дивизии 15-й воздушной армии Указом Президиума Верховного Совета СССР от 26 октября 1944 года удостоен звания Герой Советского Союза. Золотая Звезда № 5269.
- Колбеев Александр Никитич, майор, командир эскадрильи 190-го штурмового авиационного полка 214-й штурмовой авиационной дивизии 15-й воздушной армии Указом Президиума Верховного Совета СССР от 26 октября 1944 года удостоен звания Герой Советского Союза. Золотая Звезда № 5361.
- Рощин Лев Михайлович, старший лейтенант, командир эскадрильи 190-го штурмового авиационного полка 214-й штурмовой авиационной дивизии 15-й воздушной армии Указом Президиума Верховного Совета СССР от 26 октября 1944 года удостоен звания Герой Советского Союза. Золотая Звезда № 5273.
- Рябов Константин Андреевич, старший лейтенант, заместитель командира эскадрильи 190-го штурмового авиационного полка 214-й штурмовой авиационной дивизии 15-й воздушной армии Указом Президиума Верховного Совета СССР от 26 октября 1944 года удостоен звания Герой Советского Союза. Золотая Звезда № 5354.
- Тавадзе Давид Элизбарович, капитан, командир эскадрильи 190-го штурмового авиационного полка 214-й штурмовой авиационной дивизии 8-й воздушной армии Указом Президиума Верховного Совета СССР от 19 августа 1944 года удостоен звания Герой Советского Союза. Золотая Звезда № 5378.
- Шаров Алексей Михайлович, лейтенант, командир звена 190-го штурмового авиационного полка 214-й штурмовой авиационной дивизии 15-й воздушной армии Указом Президиума Верховного Совета СССР от 18 августа 1945 года удостоен звания Герой Советского Союза.